# Concourse at Landmark Center
Concourse at Landmark Center est un ensemble immobilier construit à Sandy Springs dans la banlieue d'Atlanta.
Il comprend notamment deux gratte-ciel de 34 étages;
- Concourse Corporate Center V de 174 mètres de hauteur construit en 1988

- Concourse Corporate Center VI de 168 mètres de hauteur construit en 1991

Ils ont été conçus par l'agence d'architecture Thompson, Ventulett, Stainback & Associates, Inc. (TVS Architecture and Interior Design) qui a conçu un grand nombre de gratte-ciel dans le monde.
Les deux tours se distinguent par leurs sommet;
Le Concourse Corporate Center V a un sommet en forme de dôme et est surnommé "la Reine".
Le Concourse Corporate Center VI a un sommet crénelé et est surnommé "le Roi"